# 大坪瑠実
大坪 瑠実（おおつぼ るみ、1974年1月20日 - ）は、日本のフリーアナウンサー、タレント。愛称は「ルミルミ」。モデル時代のレースクイーン等を経て、オフィスキイワードに所属。現在はフリー。
東京都出身。明星大学日本文化学部言語文化学科卒業。身長163cm、血液型はO型RH(-)

## 活動
現在は、各種イベントなどの司会として、活躍している。鉄道関係のイベントに出演する事が多い。

### 過去の主な出演番組
- 「どかーんと生中継 教育フェア2006」司会（NHK教育）
- 「NNNニュースプラス1」特集コーナー・レポーター（日本テレビ）
- 「全国高等学校クイズ選手権」（日本テレビ）
- 「とんねるずのみなさんのおかげでした」（フジテレビ）
- 「debuya」デブ好き美女図鑑 （テレビ東京）
- 「スポーツ100」（テレビ東京）
- 「ワールドコレクション」（毎日放送）

### ステージ
- 「Mr.マリック超魔術ライブステージ」アシスタント

### 音楽

#### ディスコグラフィ
- SUPER BELL''Z 「MOTOR MAN 鉄子の旅」収録の「Let's Go!必殺肥薩線作戦」メインボーカル（2007年10月24日発売・このCDの参加名はルミルミ）

### ライブ
- 2007年12月28日 - 『年忘れ!?SUPER BELL"Z LIVE 2007』にゲスト出演。（ルミルミとして）

### ラジオ
- 「鉄音アワー」（ネットラジオ）　（@nifty、ポッドキャスティング･ジュース　不定期ゲスト出演）